# Musica e poesia
Musica e poesia è un album del cantante italiano Mauro Nardi del 1994 contenente 12 brani in lingua napoletana.

## Tracce
1. All'improvviso – 3:35 (A. Selly - A. Borrelli)
2. Si muglierema 'o ssapesse – 3:46 (A. Casaburi - F. Chiaravalle)
3. Tiempo – 3:40 (L. Giuliano - G. D'Alessio)
4. Vecchio amore – 4:04 (L. Giuliano - V. D'Agostino - A. Borrelli)
5. 'E spose – 4:22 (A. Casaburi - F. Percopo)
6. Na voglia pazza – 3:33 (V. Caradonna - A. Costa - A. Borrelli)
7. Quando saremo vecchi – 3:25 (A. Casaburi - F. Chiaravalle)
8. Esagerata – 4:13 (A. Casaburi - F. Chiaravalle)
9. Chi te vo' bene – 4:01 (F. Chiaravalle - L. Giuliano - G. Scuotto)
10. Stellette' – 2:54 (A. Casaburi - F. Chiaravalle)
11. Core senza bene – 4:31 (V. D'Agostino - A. Borrelli)
12. So passate sette anne – 3:49 (A. Casaburi - N. D'Angelo)